# Moiré andorran
Pour les articles homonymes, voir Moiré.
Erebia sthennyo
Espèce
Statut de conservation UICN

 LC  : Préoccupation mineure
Le Moiré andorran (Erebia sthennyo) est un lépidoptère appartenant à la famille des Nymphalidae, à la sous-famille des Satyrinae et au genre Erebia.

## Dénomination
Erebia sthennyo a été nommé par Adolphe de Graslin en 1850.

### Noms vernaculaires
Le Moiré andorran se nomme False Dewy Ringlet  en anglais.

## Description
Le Moiré andorran est un petit papillon marron orné d'une ligne postmédiane de taches orange cuivré centrées chacune d'un ocelle noir aveugle aux antérieures et aux postérieures.
Le revers des antérieures est cuivre orangé avec une ligne d'ocelles noirs aveugles, les postérieurs sont chinées de gris beige et marron avec une large bande plus claire.

## Biologie

### Période de vol et hivernation
Il vole de fin juin à début août, en une seule génération.

### Plantes hôtes
Les plantes hôtes des chenilles sont diverses graminées.

## Écologie et distribution
Il est présent uniquement dans les  Pyrénées en Espagne, Andorre et France,.
En France métropolitaine il est présent dans les Pyrénées-Atlantiques, la Haute-Garonne et les Hautes-Pyrénées.

### Biotope
Il réside sur des pentes rocheuses herbues.

### Protection
Pas de statut de protection particulier.